# Daniël van der Ree
Daniël van der Ree (Haarlem, 8 januari 1972) is een Nederlands voormalig politicus. Namens de VVD was hij van 7 september 2016 tot 23 maart 2017 lid van de Tweede Kamer als opvolger van Anne-Wil Lucas.

## Levensloop
Van der Ree behaalde zijn vwo-diploma op het Baarnsch Lyceum in Baarn en studeerde daarna economie aan de Vrije Universiteit Amsterdam en sociale geografie aan de Universiteit van Amsterdam. Tijdens zijn studententijd was hij actief bij studentenvereniging L.A.N.X. Hij werd op zijn achtentwigste lid van de VVD.
Van der Ree was eerder stadsdeel-raadslid in Amsterdam Oud-Zuid en lid van de gemeenteraad van Amsterdam. Op 29 september 2016 hield Van der Ree zijn maidenspeech in de Tweede Kamer in een debat met minister Jet Bussemaker van Onderwijs. Op 13 september 2016 was Van der Ree een van de zeven VVD-kamerleden die de Wet op de orgaandonatie aan een nipte meerderheid (75-74) hielp.